# 千垛镇
千垛镇，是中华人民共和国江苏省泰州市兴化市下辖的一个乡镇级行政单位。

## 行政区划
千垛镇下辖以下地区：
金岛社区、芦洲村、南园村、高家荡村、征北村、张庄村、南仇村、新联合村、解楼村、城东村、凌翟村、王横村、得胜村、杨花村、新徐庄村、孔长村、王垛村、杨荡村、张皮村、三羊村、申家佃村、湖西口村和垛田水产村。